# Animal Logic (Band)
Animal Logic war ein Progressive-Rock-Experiment, das zwischen 1987 und 1991 zwei Studioalben und neun Singles veröffentlicht hat.

## Geschichte
Mit dem Fusion-Bassisten Stanley Clarke (ehemals „Return to Forever“) und der Jazz-Singer-Songwriterin Deborah Holland gründete der ehemalige The-Police-Schlagzeuger Stewart Copeland 1987 eine experimentelle Band, die sich zu Beginn „Rush Hour“ nannte.
Andy Summers (Gitarrist von The Police) gehörte während der Gründungsphase Animal Logic an, verließ sie aber bereits Ende 1987 nach einer kurzen Tournee in Brasilien, um sein erstes Solo-Album XYZ aufzunehmen.
Bis zu seiner Auflösung Ende 1991 nahm das Trio zwei Studio-Alben auf, betitelt als Animal Logic (1989) und Animal Logic II (1991) sowie insgesamt neun EPs und Singles.
Miles Copeland III – Bruder von Stewart und ehemals Manager von The Police – agierte mehrheitlich als Produzent und veröffentlichte alle Animal-Logic-Produktionen unter seinem Label I.R.S. Records in Zusammenarbeit mit dem ebenfalls ehemaligen The-Police-Gründungsmitglied Henry Padovani. Ein Großteil der Songs wurde von Deborah Holland beigesteuert.
Prominente Gastmusiker waren u. a. Freddie Hubbard, Steve Howe, Jackson Browne, George Duke und David Lindley.
Ab 1991 setzten die drei Musiker ihre Solokarrieren fort.

## Diskografie

### Alben
- 1989: Animal Logic (3. Oktober 1989)
- 1991: Animal Logic II (30. Juli 1991)

### EPs und Singles
- 1989: There’s a Spy (In the House of Love) / Someone to Come Home To (3. Oktober 1989)
- 1989: There’s a Spy (In the House of Love) (3. Oktober 1989, Promotions CD–Single mit nur einem Song)
- 1989: As Soon as the Sun Goes Down / Someday We’ll Understand (3. Oktober 1989)
- 1990: As Soon as the Sun Goes Down (Promotions CD-Single mit nur einem Song)
- 1990: Someday We’ll Understand plus vier Live Tracks (EP)
- 1991: I Won’t Be Sleeping Anymore (5. Juli 1991, Promotions CD-Single mit nur einem Song)
- 1991: Rose Colored Glasses (2 Versionen) / We Don’t Need a Reason (30. Juli 1991)
- 1991: Rose Colored Glasses (5 Versionen) (20. August 1991, EP)
- 1991: Rose Colored Glasses (2 Versionen) / We Don’t Need A Reason / Someone to Come Home To (Live) (20. August 1991, EP)

### Kompilationen
- 1989: In the Garden (auf dem Album Born to Ski)